# Magny-la-Fosse
Magny-la-Fosse es una comuna francesa situada en el departamento de Aisne, en la región de Alta Francia.

## Demografía
| 128 | 139 | 131 | 145 | 160 | 141 | 129 | 124 | 122 |
| Para los censos de 1962 a 1999 la población legal corresponde a la población sin duplicidades (Fuente: INSEE [Consultar]) |     |     |     |     |     |     |     |     |